# Pamětní trolejbusová zastávka Orionka

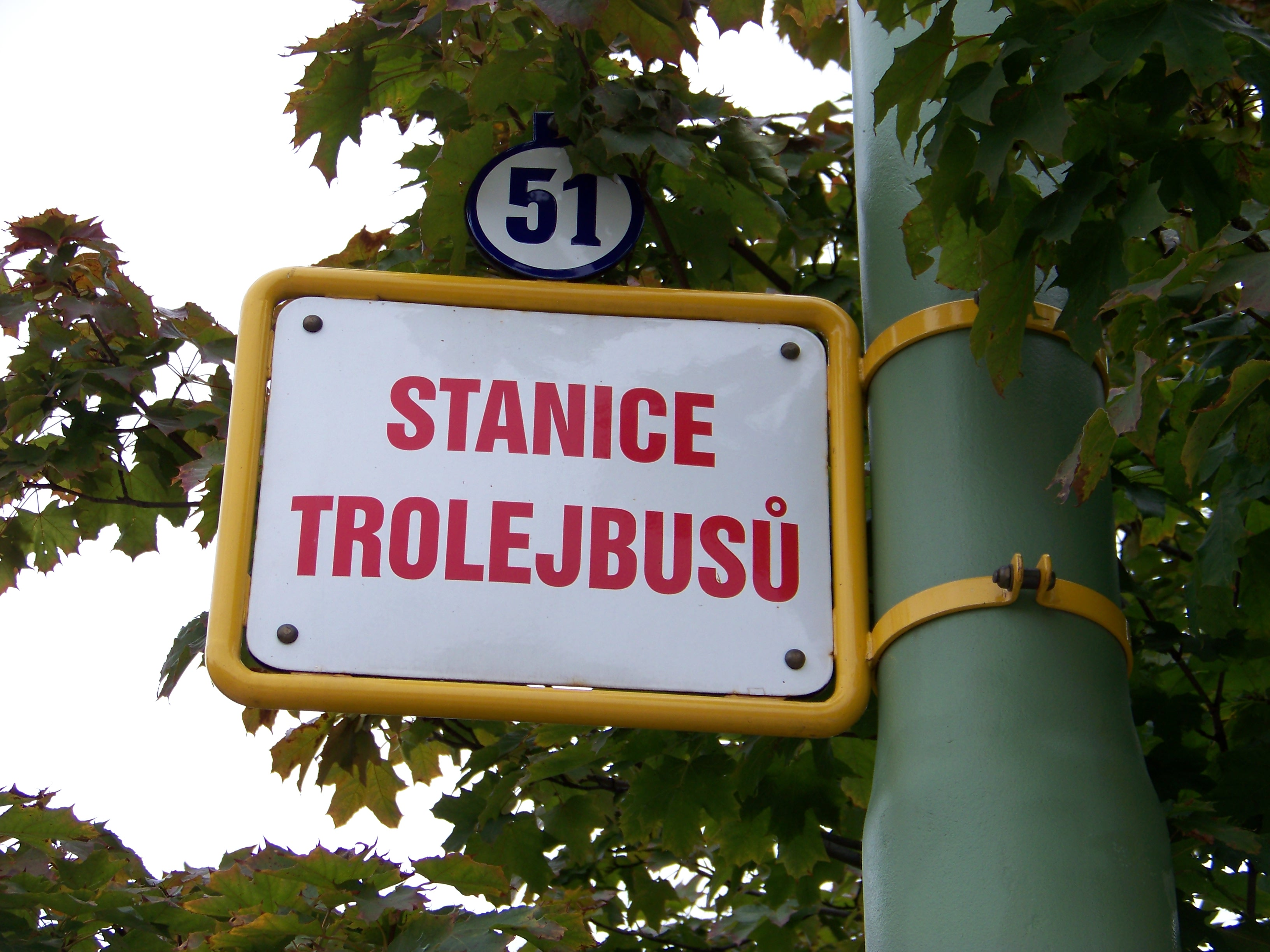
Označník

Pamětní trolejbusová zastávka Orionka je památník nacházející se v Praze 10 na Vinohradech na náměstí U Orionky, v těsném sousedství bývalé vozovny Královské Vinohrady. Je umístěn ve smyčce, ze které v roce 1972 vyjel poslední trolejbus před tím, než byl tento druh veřejné dopravy v Praze zrušen.

## Historie trati a zastávky
Smyčka Orionka vznikla v roce 1949 při stavbě trolejbusové trati Karlovo náměstí – Žitná ulice – Náměstí Míru – Orionka – Zdravotní ústav, po které začala jezdit linka 54. O rok později byla trať prodloužena Ruskou ulicí až do smyčky Průběžná, v roce 1955 vznikla odbočka od Zdravotního ústavu ulicí Bělocerkevskou na Bohdalec. U zastávky Orionka se nacházela tramvajová vozovna Královské Vinohrady, která byla v letech 1949–1955 využívána i jako vozovna trolejbusová. Proto u ní vznikla smyčka Orionka, jež byla využívána pouze manipulačně při výjezdech z vozovny a při zátazích do ní. Využití však našla i pro cestující, neboť během první poloviny 50. let zde byly při výlukách dočasně ukončeny některé trolejbusové linky.
Na jaře 1955 byla otevřena moderní trolejbusová vozovna na bohdaleckém kopci (dnes garáže Vršovice), vinohradská vozovna byla proto uzavřena. Význam smyčky Orionka se tehdy snížil, zůstala však zachovaná a nadále sloužila jako manipulační.
V 60. letech 20. století začalo město od trolejbusové dopravy ustupovat a tak od roku 1969 byla v Praze v provozu jediná linka 51, která jezdila v trase Bělocerkevská (Vršovice) – Stadion-Jih (Strahov). Od 5. července 1972, kdy byla zastavena doprava na koncovém úseku do Bělocerkevské ulice, byla smyčka Orionka využívána jako konečná linky 51. V neděli 15. října 1972 před půlnocí vyjel z Orionky poslední pravidelný spoj, na kterém jel vůz Škoda 8Tr s evidenčním číslem 9491; tím byl provoz pražských trolejbusů ukončen. Následován byl ještě mimořádným vozem Tatra T 400 č. 9431 s členy Kroužku přátel MHD.

## Otevření pomníku

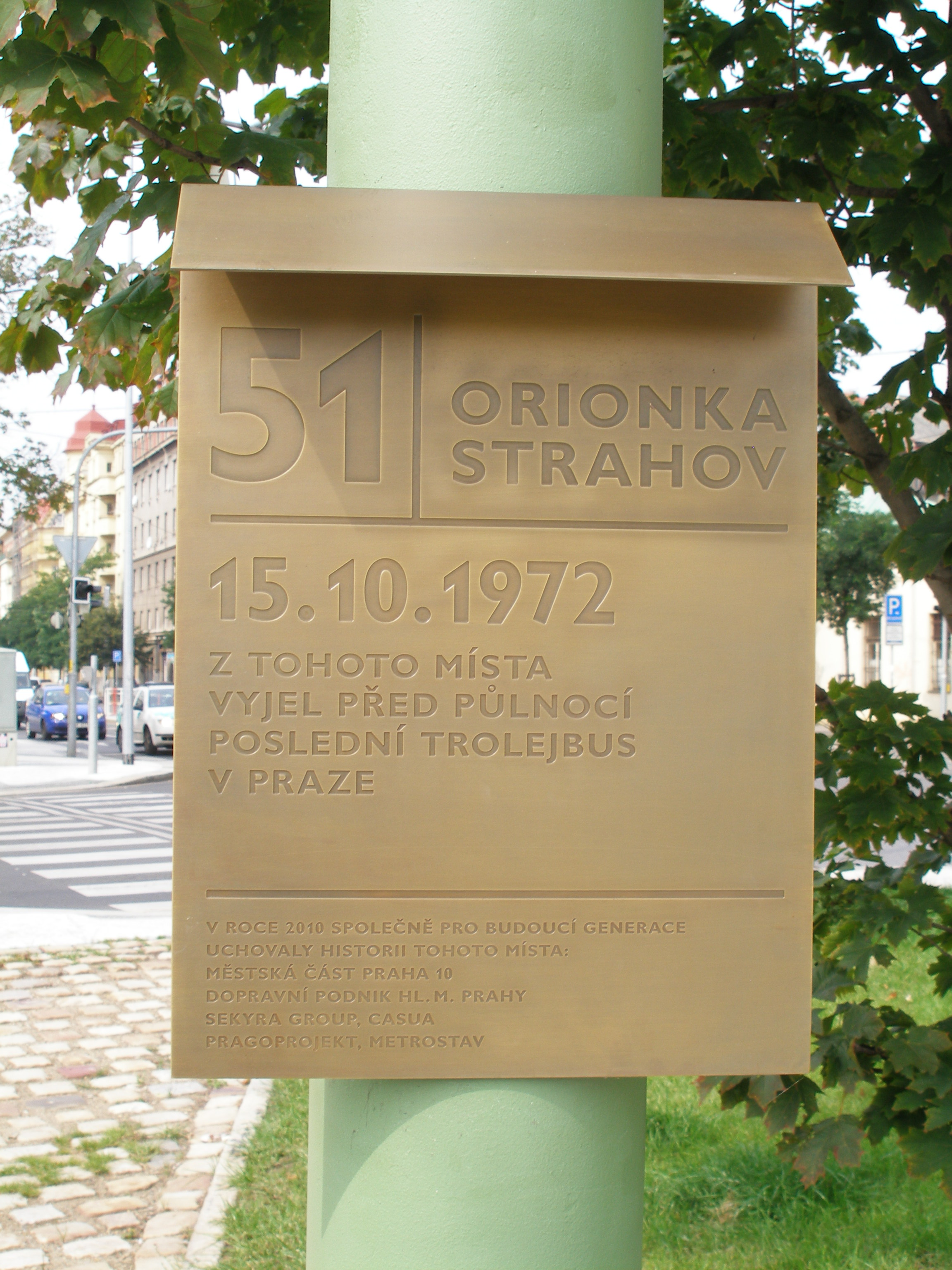
Původní pamětní deska (2011)

Plocha bývalé smyčky od roku 1972 pustla a začala sloužit jako parkoviště. Díky nedostatku péče se tak dochovala původní vozovka, dlažba i obrubníky. Objevení pozůstatků dláždění bylo v roce 2007 počátkem záměru radnice Prahy 10 rekonstruovat toto zanedbané místo a obnovu zeleně spojit s připomínkou časů, kdy v Praze jezdily trolejbusy.
Zastávka-pomník byla odhalena 8. října 2010 v rámci Dnů Prahy 10 za přítomnosti pražského muzejního trolejbusu Škoda 8Tr č. 494, na jejím zřízení se kromě městské části podílela developerská společnost Sekyra Group, architektonický a projektový ateliér CASUA, Dopravní podnik hl. m. Prahy a firma Pragoprojekt. Nově zde byla vybudována plocha nástupiště (která však nemá s původní zastávkou nic společného), byl zde umístěn označník s číslem poslední linky a pamětní deskou, čtyři sloupy trolejového vedení a dvě pole samotného trolejového vedení o délce přibližně 20 m. Jeden ze sloupů je běžný tramvajový, který byl po druhé světové válce používán i pro trakční vedení trolejbusů, zbylé tři jsou renovované sloupy z roku 1939, které se do roku 2009 v počtu šesti kusů dochovaly v Peroutkově ulici, kudy v letech 1939–1969 jezdily trolejbusy k Waltrovce.

## Galerie

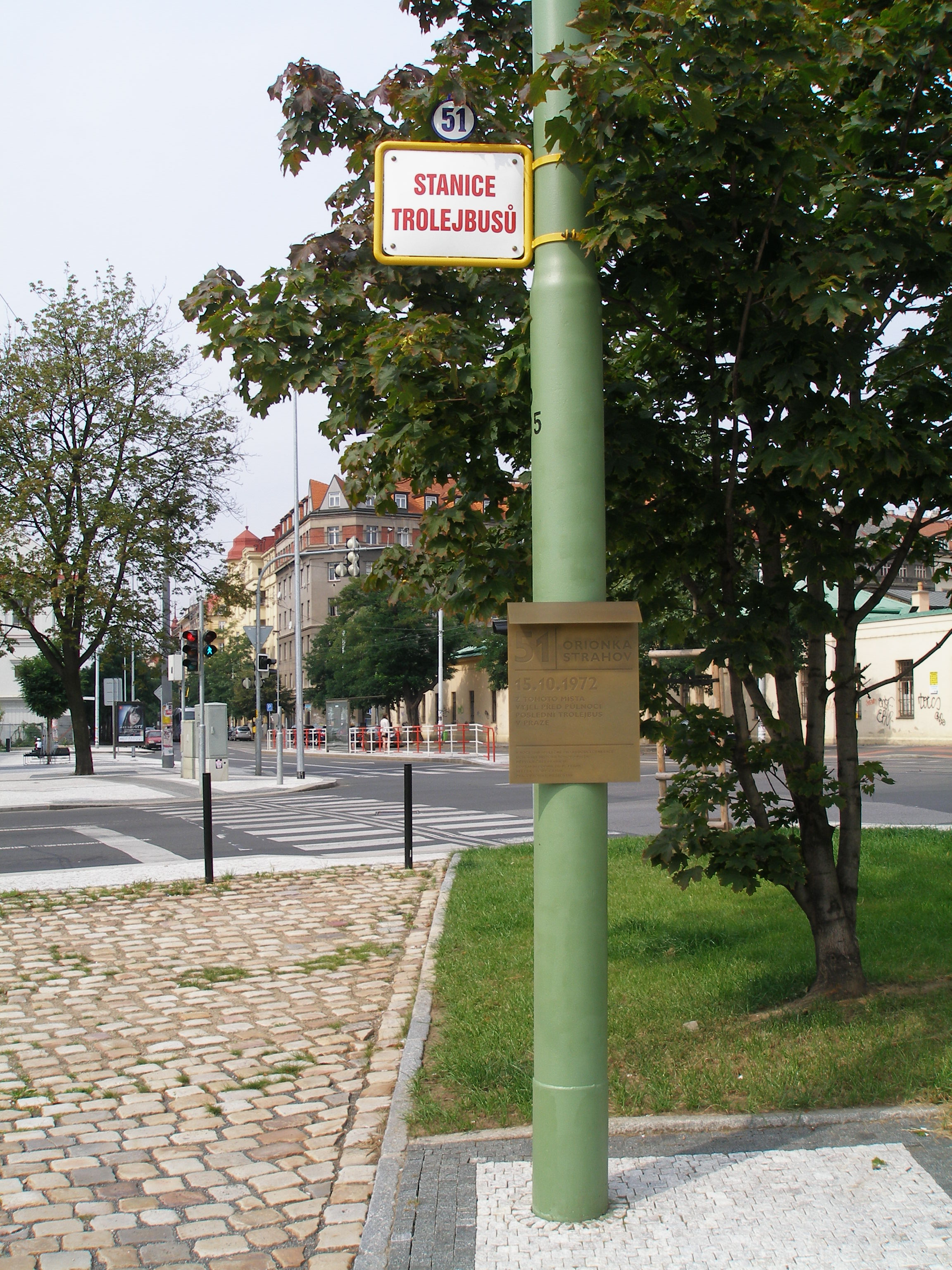
Sloup trolejového vedení s označníkem a informační cedulí (2011)
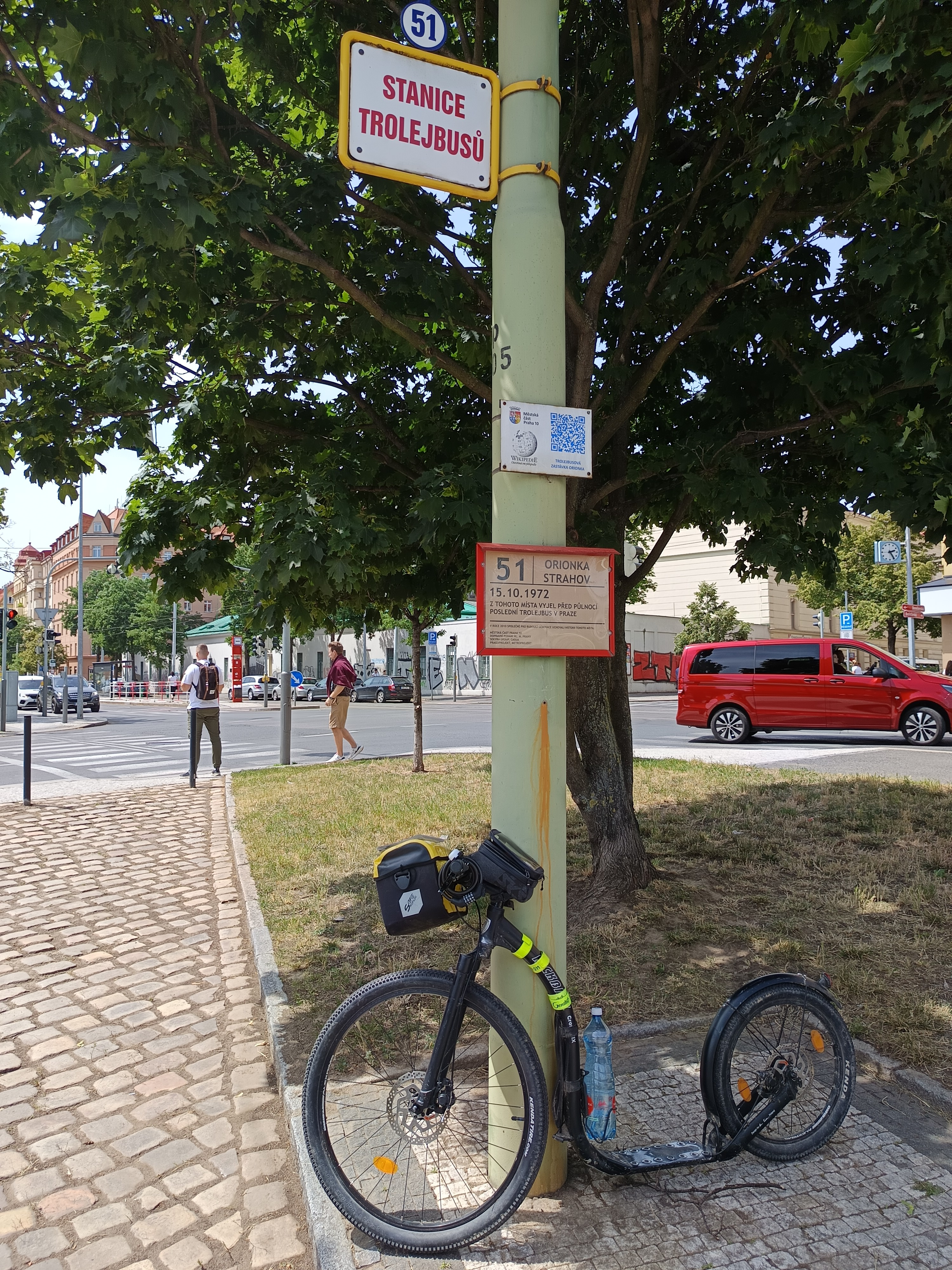
Sloup trolejového vedení s označníkem a informační cedulí (2024)
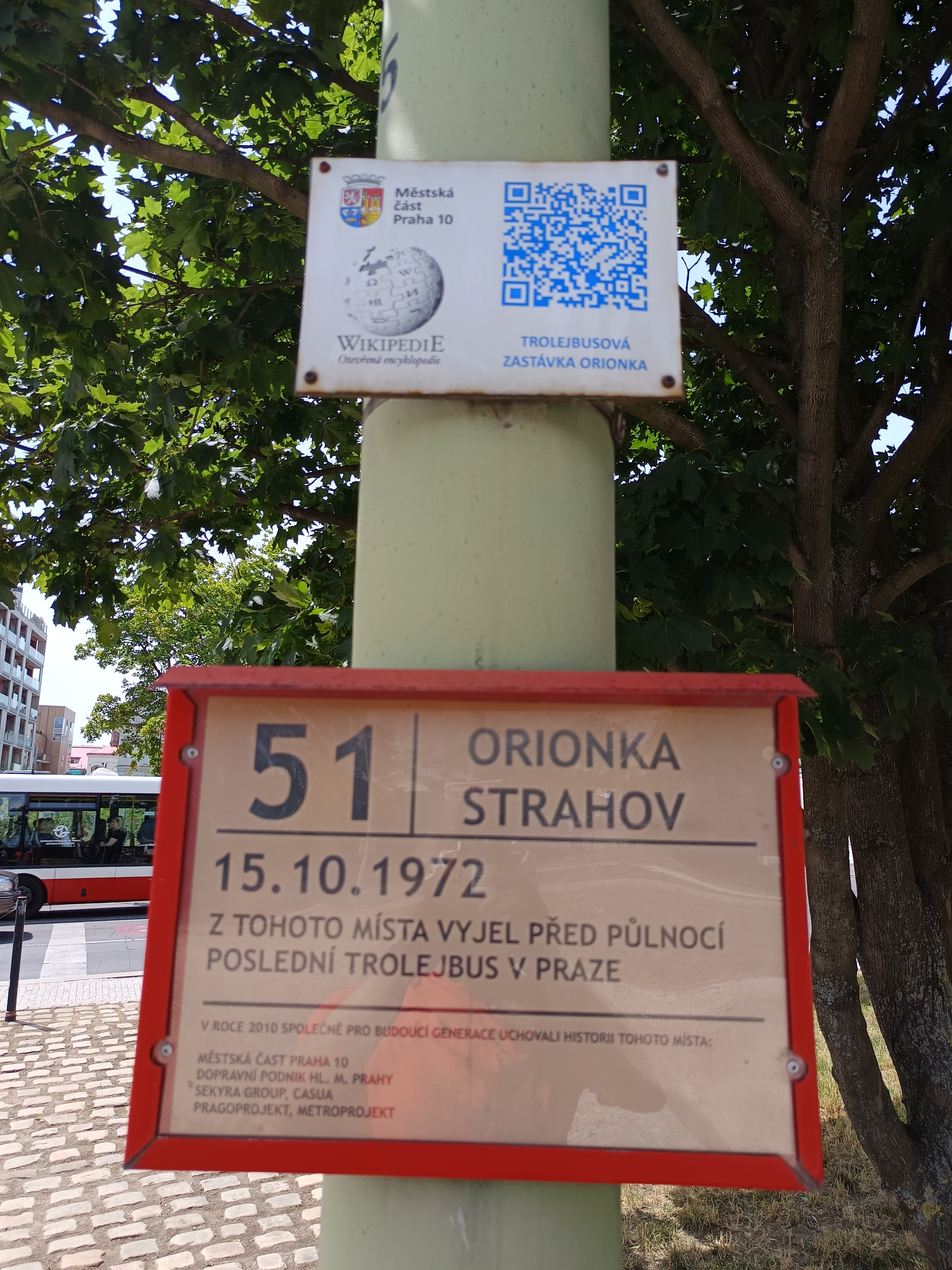
Informační cedule (2024)